# Māhdāsht
Māhdāsht (persiska: ماهدشت, مَردآباد, Mardābād) är en ort i Iran.   Den ligger i provinsen Alborz, i den norra delen av landet, 50 km väster om huvudstaden Teheran. Māhdāsht ligger 1 163 meter över havet och antalet invånare är 43 100.
Terrängen runt Māhdāsht är platt. Runt Māhdāsht är det tätbefolkat, med 849 invånare per kvadratkilometer. Närmaste större samhälle är Karaj, 19,8 km nordost om Māhdāsht. Trakten runt Māhdāsht består i huvudsak av gräsmarker.

## Berömda människor i Mahdasht
1-Baito Abbaspour är en kroppsbyggnad
2-Mohsen Samadi är en kroppsbyggnad.
3-Majid Khodabandelou är en fotbollsspelare.
4- Arman Zahedi är en sportjournalist.
5-mohammad Aslani är en brottare.
6- Bahman Hassanzadeh är karate coach och sekreterare för Shotokan-stilen WSKF i Iran.